# Transport w Timorze Wschodnim
Transport w Timorze Wschodnim – system transportu funkcjonujący na terenie Timoru Wschodniego.

## Transport drogowy

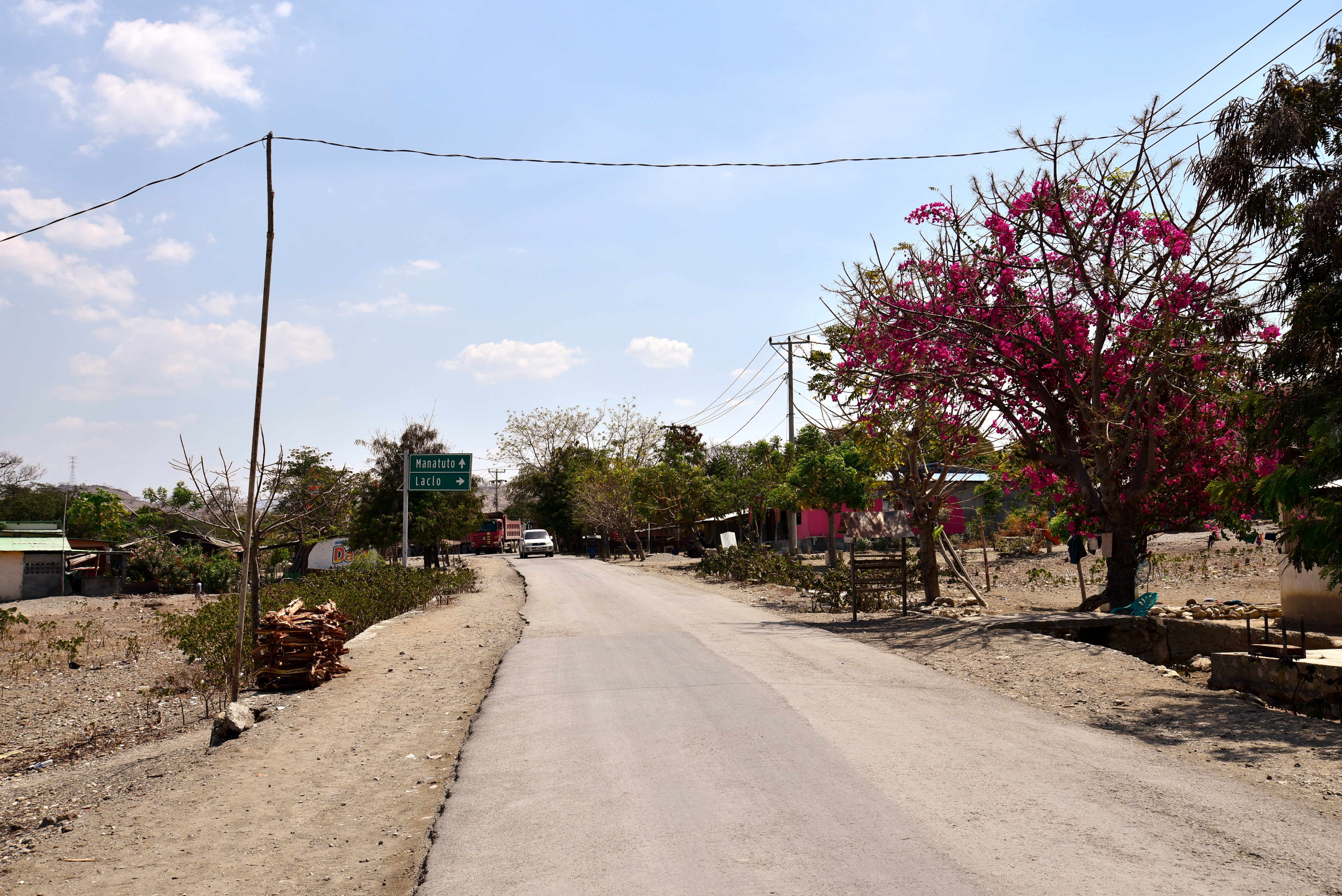
Droga krajowa A01 w Obrato

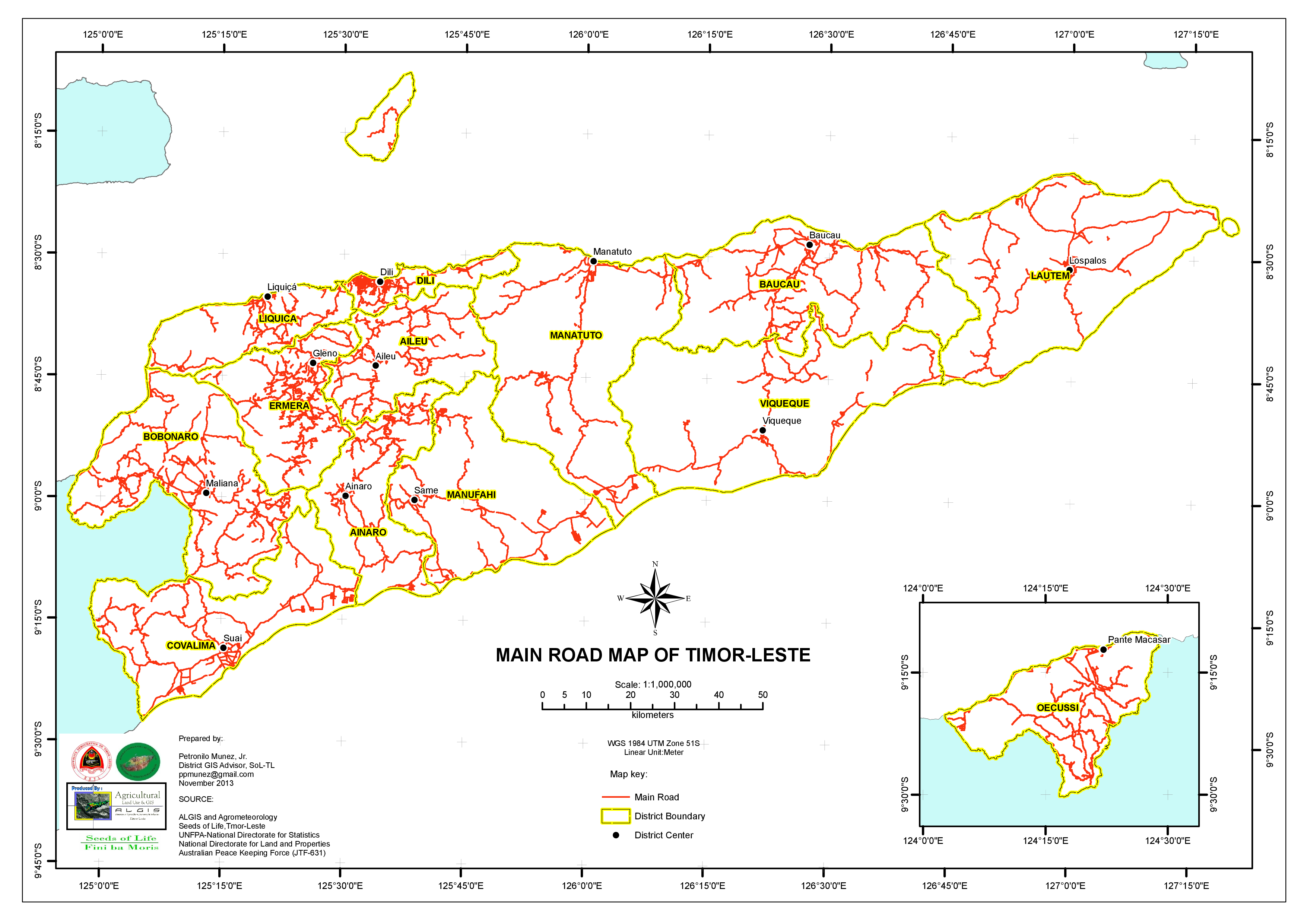
Mapa sieci drogowej (2013)

Według danych z 2008 roku w kraju istnieje 6040 km dróg, z czego 2600 km to drogi utwardzone, zaś 3440 km to drogi nieutwardzone. 
Sieć drogowa składa się z dróg krajowych łączących stolice gmin (~1500 km), dróg gminnych łączących stolice gmin z miastami i wsiami (~870 km), dróg miejskich na obszarach miejskich (~717 km) i dróg wiejskich na obszarach wiejskich (~3112 km). Ponad 70% timorskich dróg ma zły stan.
Pod panowaniem portugalskim system drogowy Timoru Wschodniego, podobnie jak sieć dróg we wszystkich koloniach portugalskich, opierał się na ruchu prawostronnym. Po przejęciu władzy przez Indonezję w 1975 r. drogi zostały przestawione na ruch lewostronny (podobnie jak praktycznie cała dzisiejsza Indonezja). Po uzyskaniu niepodległości w 2002 r. utrzymano zasadę ruchu lewostronnego.

### Drogi krajowe
Timor Wschodni posiada 20 arterii komunikacyjnych, oznaczonych jako drogi klasy A (drogi krajowe):
| Nie  | Z              | Do          | Długość (km) |
| ---- | -------------- | ----------- | ------------ |
| A01  | Dili           | Com, Lautém | 203,9        |
| A02  | Dili           | Suai        | 176,4        |
| A03  | Dili           | Mota Ain    | 118,2        |
| A03' | Batugade       | Maliana     | 42,4         |
| A04  | Tibar          | Ermera      | 46,8         |
| A05  | Aitotu         | Betano      | 55,6         |
| A06  | Baucau         | Viqueque    | 64,9         |
| A07  | Viqueque       | Natarbora   | 46,0         |
| A08  | Lautém         | Viqueque    | 121,7        |
| A09  | Manatuto       | Natarbora   | 79,5         |
| A10  | Ermera         | Hauba       | 66,9         |
| A11  | Maliana        | Ermera      | 64,7         |
| A12  | Zumalai        | Maliana     | 52,5         |
| A13  | Cassa          | Aiassa      | 25,1         |
| A14  | Betano         | Natarbora   | 47,7         |
| A15  | Suai           | Uemassa     | 27,5         |
| A16  | Uele'o         | Tilomar     | 33,4         |
| A17  | Pante Macassar | Oesilo      | 25,3         |
| A18  | Pante Macassar | Citrana     | 44,9         |
| A19  | Pante Macassar | Sacato      | 14,8         |
| Suma | Suma           | Suma        | 1358,2       |

W październiku 2016 r. rząd Timoru Wschodniego symbolicznie rozpoczął projekt renowacji drogi krajowej Dili – Manatuto – Baucau. Budowa miała być prowadzona w dwóch odcinkach: Dili – Manatuto i Manatuto – Baucau, w każdym przypadku przez chińską firmę budowlaną. Projekt został sfinansowany z budżetu państwa, a także z funduszu pożyczkowego rządu Japonii, za pośrednictwem Japońskiej Agencji Współpracy Międzynarodowej (JICA). Pierwrotny termin zakończenia prac to połowa 2019 roku, ale finalnie droga została oficjalnie otwarta 26 sierpnia 2022 roku. 
Zgodnie z oceną jakości połączeń sieci drogowej opublikowaną we wrześniu 2019 r. krajowa sieć drogowa połączyła już w zadowalający sposób wszystkie krajowe ośrodki działalności dla wszystkich rodzaje pojazdów znajdujących się w ruchu. Niektóre odcinki dróg wymagały jednak poprawy pod względem szerokości drogi, odwodnienia, projektu geometrycznego i udogodnień komunikacyjnych. 

### Mosty

#### Mosty w Dili

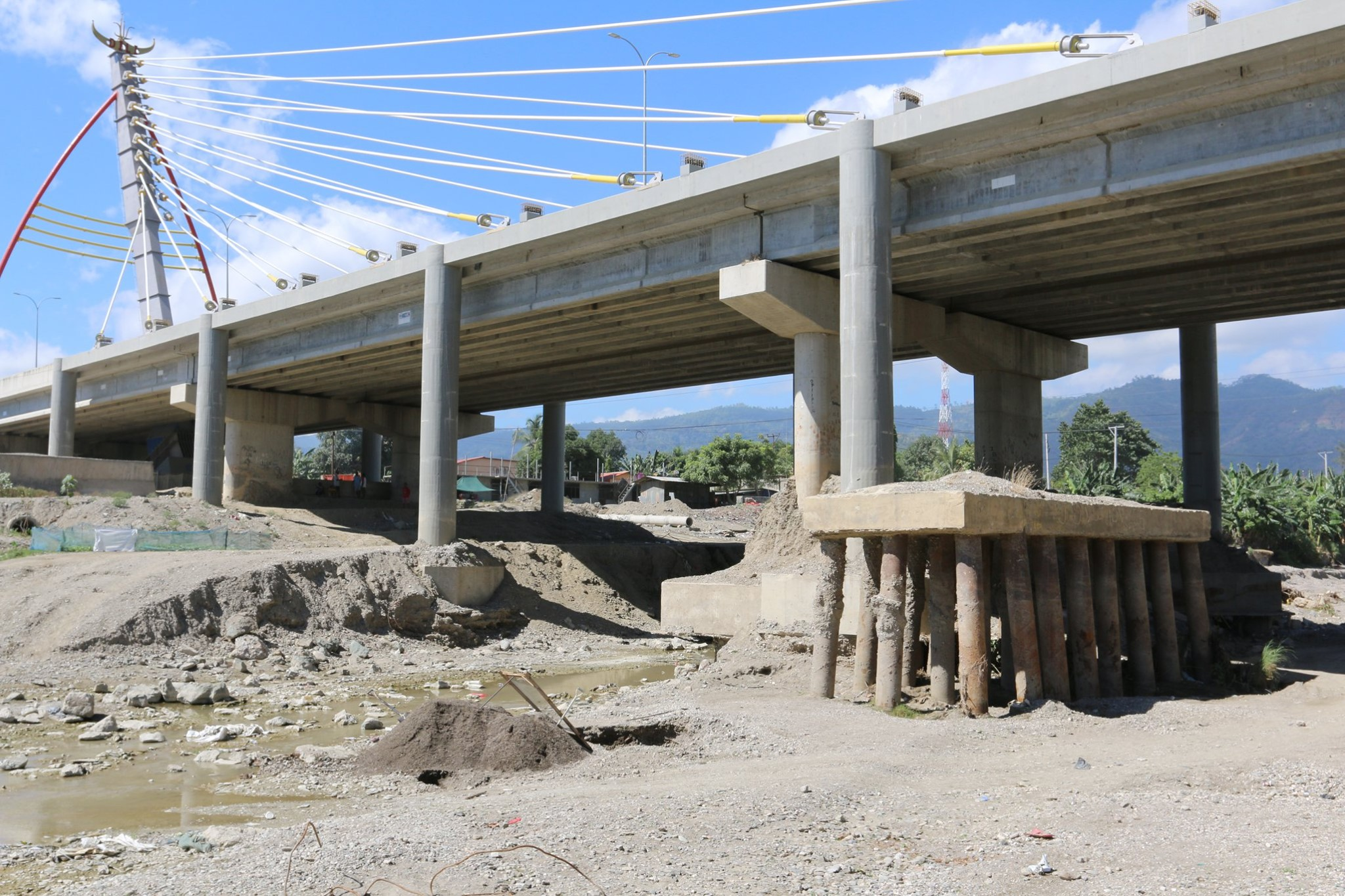
Most CPLP

Dwa mosty drogowe nad rzeką Comoro łączą centrum Dili z zachodnią częścią miasta, w tym z lotniskiem i portem Tibar Bay Port. Ważniejszym z tych dwóch mostów jest most CPLP, drugi to, położony około 800 m na południe, most Hinode.
W północno-wschodnim rogu środkowego Dili jest jeszcze most B. J. Habibie, który rozciąga się nad rzeką Claran i łączy centrum Dili ze wschodnim nabrzeżem Zatoki Dili.

#### Most Noefefan
Most Noefefan, znany również jako Most Tono, został otwarty w 2017 roku w ramach projektu ZEESM TL w Oecusse.

## Transport kolejowy
Transport kolejowy w Timorze Wschodnim nie istnieje i nigdy nie istniał.
W 2012 roku pojawił się projekt budowy kolei. Plan przewidywał budowę trzech linii kolejowych (o łącznej długości ponad 600 km):
- Bobonaro – Lospalos (linia centralna)
- Dili – Betano (linia zachodnia)
- Baucau – Uatolari (linia wschodnia)

## Transport morski
W Timorze Wschodnim istnieją dwa porty:
- Port w Dili – dla statków pasażerskich i statków wycieczkowych przewożących pasażerów międzynarodowych
- Port Tibar Bay – dla importu i eksportu towarów; otwarty 30 września 2022 roku[12]

## Lotniska
Wedle stanu na 2024 rok Timor Wschodni posiada 10 lotnisk.
Międzynarodowy port lotniczy Presidente Nicolau Lobato w Dili jest głównym międzynarodowym portem lotniczym kraju. Regularne połączenia komercyjne są świadczone również na lotniskach Suai i Oecusse.